# Yaroslavna av Halych
Yaroslavna av Halych var en ungersk drottning, gift med kung Stefan III av Ungern. Hon var dotter till den ryske fursten Yaroslav Osmomysl av Halicz. Vigseln ägde rum 1167. Yaroslavna försköts 1168 och äktenskapet annullerades.